# Kelvin Seabrooks
Kelvin Seabrooks (* 10. März 1963 in Charlotte, USA) ist ein ehemaliger US-amerikanischer Boxer im Bantamgewicht.

## Profikarriere
Im Jahre 1981 begann er erfolgreich seine Profikarriere. Am 15. Mai 1987 boxte er gegen Miguel Maturana um den vakanten Weltmeistertitel des Verbandes IBF und siegte durch klassischen K. o. in Runde 5. Diesen Gürtel verteidigte er insgesamt dreimal in Folge und verlor ihn im Juli des darauffolgenden Jahres an Orlando Canizales durch Knockout.
Im Jahre 1995 beendete er seine Karriere.